# Тримеллитовая кислота
Тримелли́товая кислота C6H3(СООН)3 - бензол-1,2,4-трикарбоновая кислота – простейшая трехосновная карбоновая кислота ароматического ряда.

## Изомеры
У тримеллитовой кислоты есть два ароматических изомера:
- бензол-1,2,3-трикарбоновая или гемимеллитовая кислота.
- бензол-1,3,5-трикарбоновая или тримезиновая кислота.

## Физические свойства
Тримеллитовая кислота представляет собой бесцветные кристаллы, умеренно растворимые в холодной и хорошо в горячей воде; хорошо – в этаноле, ацетоне и диэтиловом эфире. Температура плавления 238°С.

## Химические свойства
- При температуре свыше 200°С дегидратируется с образованием ангидрида.
- Легко образует со щелочами соли, со спиртами — сложные эфиры.
- Переэтерифицируется при взаимодействии со сложными эфирами низкомолекулярных карбоновых кислот.
- Взаимодействует с SOCl2 с образованием хлорангидрида.
- Декарбоксилируется при 200—220°С в присутствии Co2(CO)8 до смеси фталевых кислот.

## Получение
Окисление псевдокумола (1,2,4-триметилбензола) воздухом при 150-160°С в присутствии солей кобальта и далее разбавленной азотной кислотой при 150-160°С и 3-3,5 МПа.
В лаборатории в качестве окислителя можно взять KMnO4. Реакция проводится в растворе пиридина при 80-98°С.

## Применение
- Ангидрид тримеллитовой кислоты используется как отвердитель эпоксидных смол и ингибитор в составе ПВХ-паст для производства линолеума[2].
- Хлорангидрид и ангидрид тримеллитовой кислоты используется для синтеза полиимидоамидов, полиимидов и полиэфиримидов.
- Эфиры тримеллитовой кислоты используют как пластификаторы.